# Canthon reyesi
Canthon reyesi är en skalbaggsart som beskrevs av Martinez och Halffter 1972. Canthon reyesi ingår i släktet Canthon och familjen bladhorningar. Inga underarter finns listade.